# Ludvinakruis
Het Ludvina-kruis werd opgericht in 1782 in het Belgische Brakelbos ter nagedachtenis van Ludvina Bruggelinck, een 21-jarig meisje uit de Bosstraat, die op deze plaats in het bos werd vermoord op 16 juni 1738. Omtrent deze moord doen verschillende verhalen de ronde.
Jean Baptist Van Loo, pastoor van Opbrakel op het einde van de 19e eeuw, schreef in zijn Opbrakelse mengelingen: Volgens de volkoverlevering zou dit gruwel het feit zijn van een voorbijrijdende ruiter, die door eenen vuigen drift aangedreven , de dochter zou aangerand hebben daar zij bezig was met gras te zichelen. Alhoewel gekend, heeft de dader, door uitwijking, zich aan het gerecht weten te onttrekken. Een houten kruis toont heden nog de plaats waar het schelmstuk begaan is

## Kenmerk
Het Ludvina-kruis is een van de opmerkelijkste cultuurhistorische elementen in het Brakelbos.

## Recent
Het kruisbeeld dat zeer sterk aangetast was werd ongeveer rond 1983 door vandalen stukgeslagen. Sedertdien stond het kruis er verwaarloosd en zwaar beschadigd bij. In 2013 werd het erfgoedmonument gerestaureerd en beeldhouwer Albert Depessemier maakte een nieuw beeld dat enigszins lijkt op het vorige beeld dat verloren ging.
De sociale werkplaats Grijkkoort VZW voerde de werken uit.
Aan de restauratie werd bijgedragen door het O.C.M.W. van Oudenaarde (eigenaar van het bos), het Agentschap voor Natuur en Bos (beheerder) en de gemeente Brakel (Fonds voor de Bescherming van het Brakels Cultureel Erfgoed).

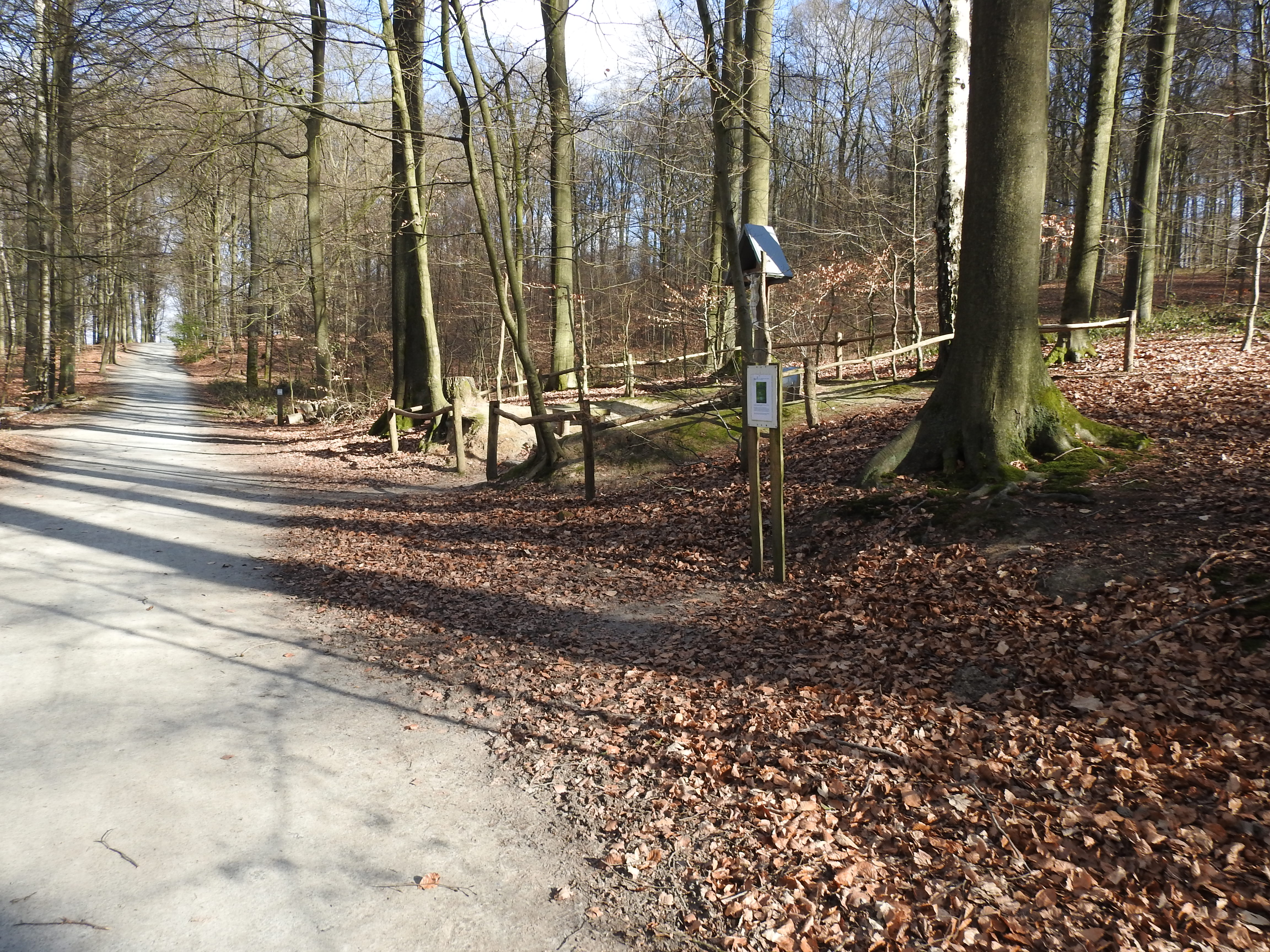
Ligging van het Ludvinakruis in Brakelbos
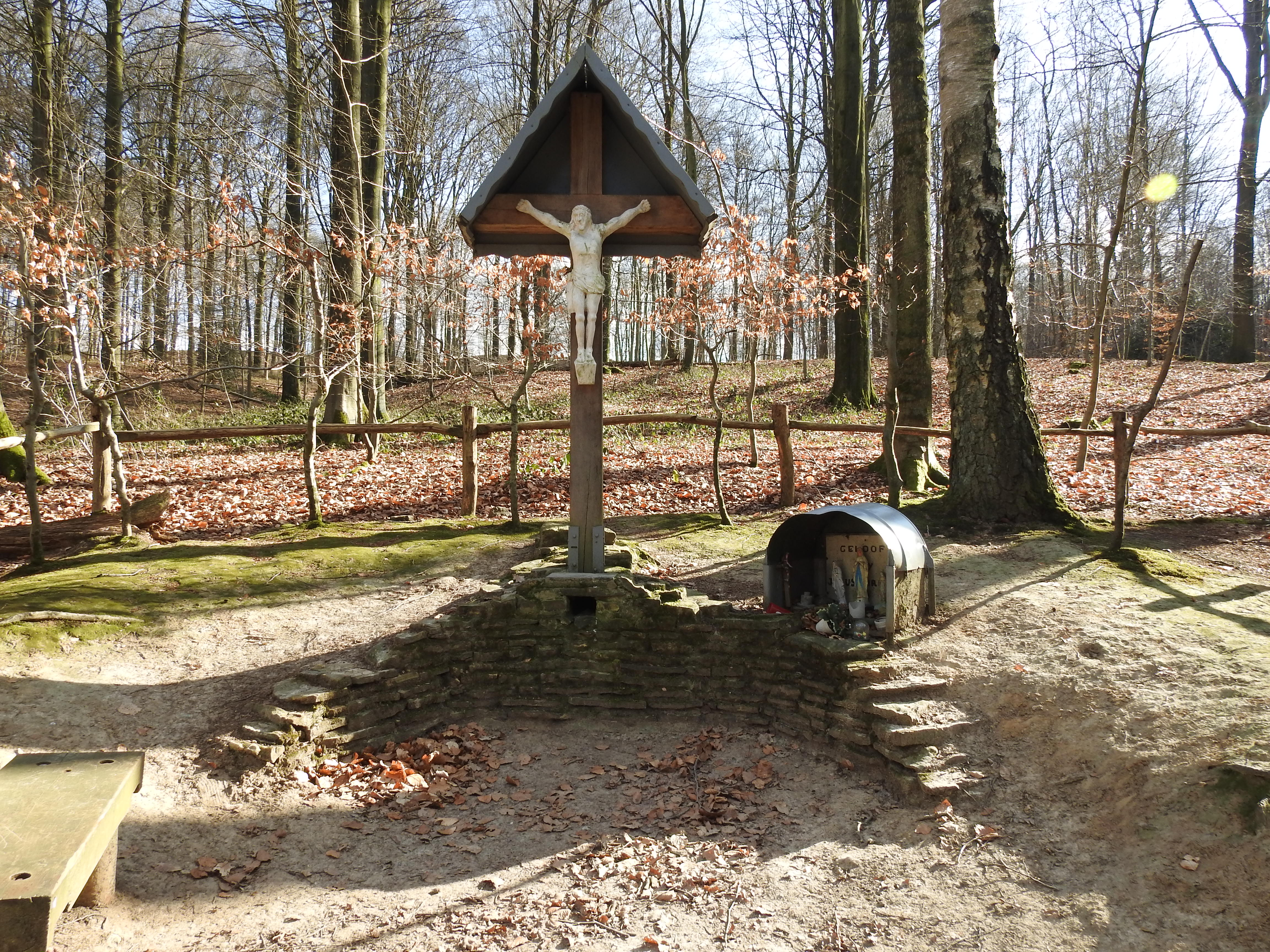
Ludvinakruis in Brakelbos
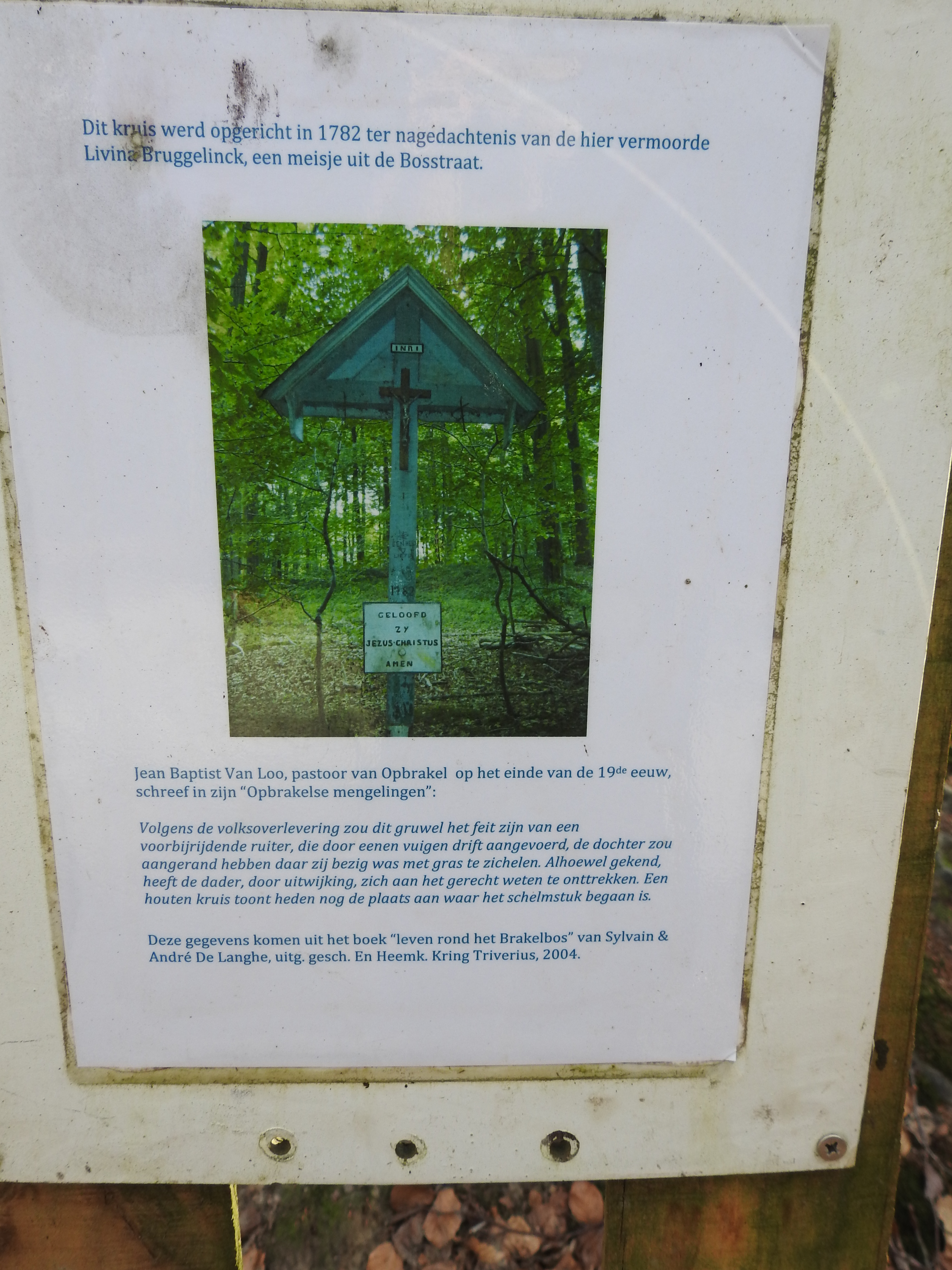
Infoblad bij Kruis
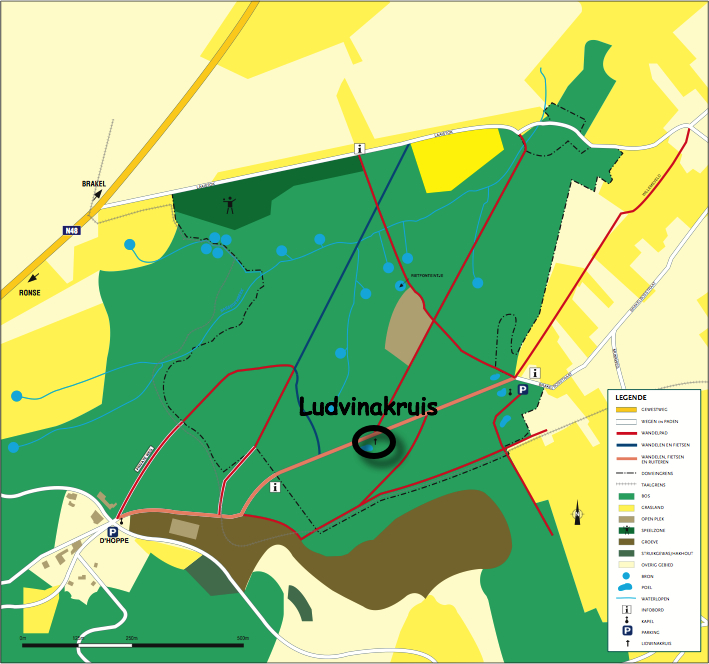
Ligging Ludvinakruis in Brakelbos op kaart